# Paus Sixtus IV
Sixtus IV, geboren als Francesco della Rovere (Celle Ligure (bij Savona), 21 juli 1414 - Rome, 12 augustus 1484) was paus van 1471-1484. Hij was de eerste vertegenwoordiger van het sterk verwereldlijkte renaissancepausdom.

## Minderbroeder, generaal en kardinaal
Sixtus was een man van bescheiden afkomst, maar een begaafd redenaar en schrijver. Hij werd generaal van de Franciscanerorde in 1464, en was professor aan zes Italiaanse universiteiten. Paulus II benoemde hem in 1467 tot kardinaal.

## Paus
Op 9 augustus 1471 werd hij de opvolger van Paulus II. De uiterlijke glans, die hij op het gebied van kunst (Sixtijnse Kapel) en wetenschap aan de Kerk bezorgde, steekt schril af tegen de wantoestanden die bij de Romeinse Curie heersten. Sixtus maakte zich schuldig aan nepotisme en onderging een noodlottige invloed van zijn gunstelingen. Bij zijn 34 kardinaalsbenoemingen overheersten politieke beweegredenen. Minder gunstige elementen, zoals de latere paus Alexander VI, kwamen naar voren.
De vroegste door Sixtus benoemde kardinalen waren zijn twee neven Giuliano della Rovere (paus Julius II) en Pietro Riario, die driemaal bisschop, tweemaal aartsbisschop, patriarch van Constantinopel en kardinaal werd. Een ander familielid, Girolamo Riario sleepte Sixtus in verschillende zinloze oorlogen mee (onder andere met Napels, Ferrara, Venetië en de Colonna's).
Ernstiger werd nog het door de Riario's uitgelokte conflict met Florence. In de samenzwering der Pazzi tegen de machtige Lorenzo de Medici, waarbij diens broer Giuliano werd gedood, compromitteerde Girolamo Riario Sixtus IV.
Nadat de aanslag op Lorenzo mislukt was, begon een verbitterde gewapende strijd. Slechts het innemen van Otranto in 1480 door de Turken bracht de partijen na twee jaar tot bezinning. Van een kruistocht tegen de Turken kwam echter niets meer terecht.
Door nepotisme en wanordelijk beleid uitgeput, werd de pauselijke schatkist aangevuld door nieuwe middelen, die sterk verzet uitlokten; verhoogde premies voor het verkrijgen van prebenden, het koopbaar maken van ambten (simonie) en het uitschrijven van nieuwe aflaten.
De ongunstige aspecten van Sixtus' pontificaat mogen echter niet doen vergeten, dat Sixtus, door zich in cultureel en politiek opzicht door de beweging van de renaissance te laten meeslepen, de Kerk toch ook behoedde voor een isolement, dat haar bij de toenemende verwereldlijking van het geestelijke en openbare leven om haar heen noodlottig had kunnen worden.
Zoals hij handelde, handhaafde hij in ieder geval het contact tussen Kerk en wereld. Dat hij daarbij de 'zaken des geloofs' niet uit het oog verloor, bewijst zijn ijveren voor de Mariaverering, met name voor de cultus van Maria's Onbevlekte Ontvangenis, zijn verdediging van de pauselijke onfeilbaarheid en zijn vergaande begunstiging van de Franciscanerorde, al deed op dit laatste punt voorliefde voor het instituut waartoe hij zelf behoord had hem zozeer de maat uit het oog verliezen, dat hem dit terecht tot een verwijt kon worden gemaakt.
Cursief: tegenpaus